# 埃比泰尔讷
埃比泰尔讷（法語：Hébuterne，法語發音：[ebytɛʁn]）是法国上法蘭西大區加来海峡省的一个市镇，属于阿拉斯区。

## 地理
埃比泰尔讷（50°7'31"N, 2°38'8"E）面积11.04 平方千米，位于法国上法蘭西大區加来海峡省，该省份为法国北部沿海省份，西北濒北海，南至索姆省，东临北部省。
与埃比泰尔讷接壤的市镇（或旧市镇、城区）包括：戈姆库尔、皮雪、萨伊欧布瓦、欧雄维莱、博蒙阿梅勒、科兰康、马伊马耶、比夸、丰克维莱。

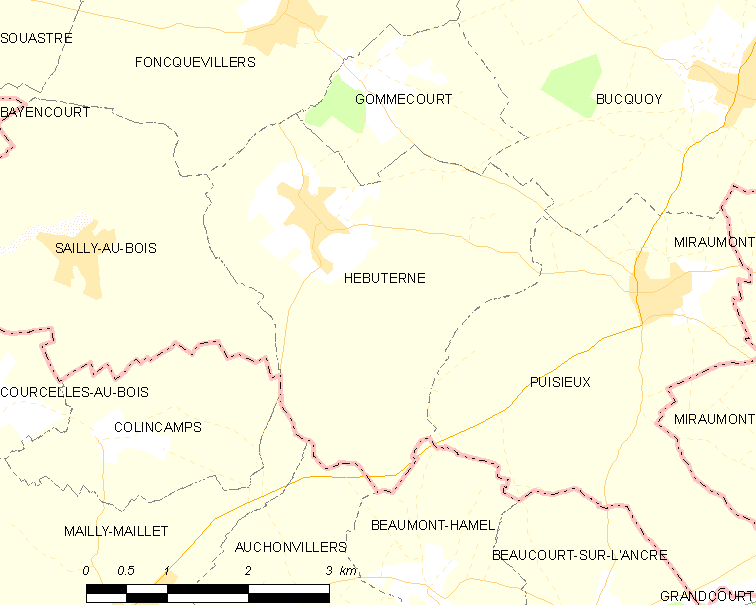
埃比泰尔讷的OSM定位图

埃比泰尔讷的时区为UTC+01:00、UTC+02:00（夏令时）。

## 行政
埃比泰尔讷的邮政编码为62111，INSEE市镇编码为62422。

## 政治
埃比泰尔讷所属的省级选区为阿韦讷勒孔特县。

## 人口

1962-2008年间埃比泰尔讷人口变化图示

埃比泰尔讷于2022年1月1日时的人口数量为522人。